# رود کوئیزر
رود کوئیزر (به اسپانیایی: Río Quizer) رودی است که به رود ایتونوماس می‌ریزد. این رود از کشور بولیوی می‌گذرد.